# RT Motorsports by SKM
RT Motorsport by SKM – Kawasaki war ein deutsch-holländisches Motorsportteam. Das von Rob Vennegoor und Frank Krekeler geführte Team wurde im Jahr 2018 gegründet und war im Nordrhein-Westfälischen Greven beheimatet. In der Weltmeisterschaft kooperierte es mit dem tschechischen WRP Racing.

## Aktuelle Fahrer
- Lorenzo Baldassarri, #7, Italien – Supersport-Weltmeisterschaft auf Triumph Street Triple RS
- John McPhee, #17, Großbritannien – Supersport-Weltmeisterschaft auf Triumph Street Triple RS
- Carter Thompson, #50, Australien – Supersport 300 Weltmeisterschaft auf Kawasaki Ninja 400
- Iñigo Iglesias, #58, Spanien – Supersport 300 Weltmeisterschaft auf Kawasaki Ninja 400

## Ehemalige Fahrer (Auszug)
Steven Odendaal, Kevin Calia, Samuel Di Sora, Luca de Vleeschauer, Petr Svoboda, Jorge Navarro, Max Zachmann, Oliver Svendsen, Dirk Geiger, Marvin Siebdrath, Tom Booth-Amos, Luca de Vleeschauwer, Jorke Erwig, Rob Hartog, Dino Iozzo, Walid Khan, Colin Velthuizen, Joel Kelso

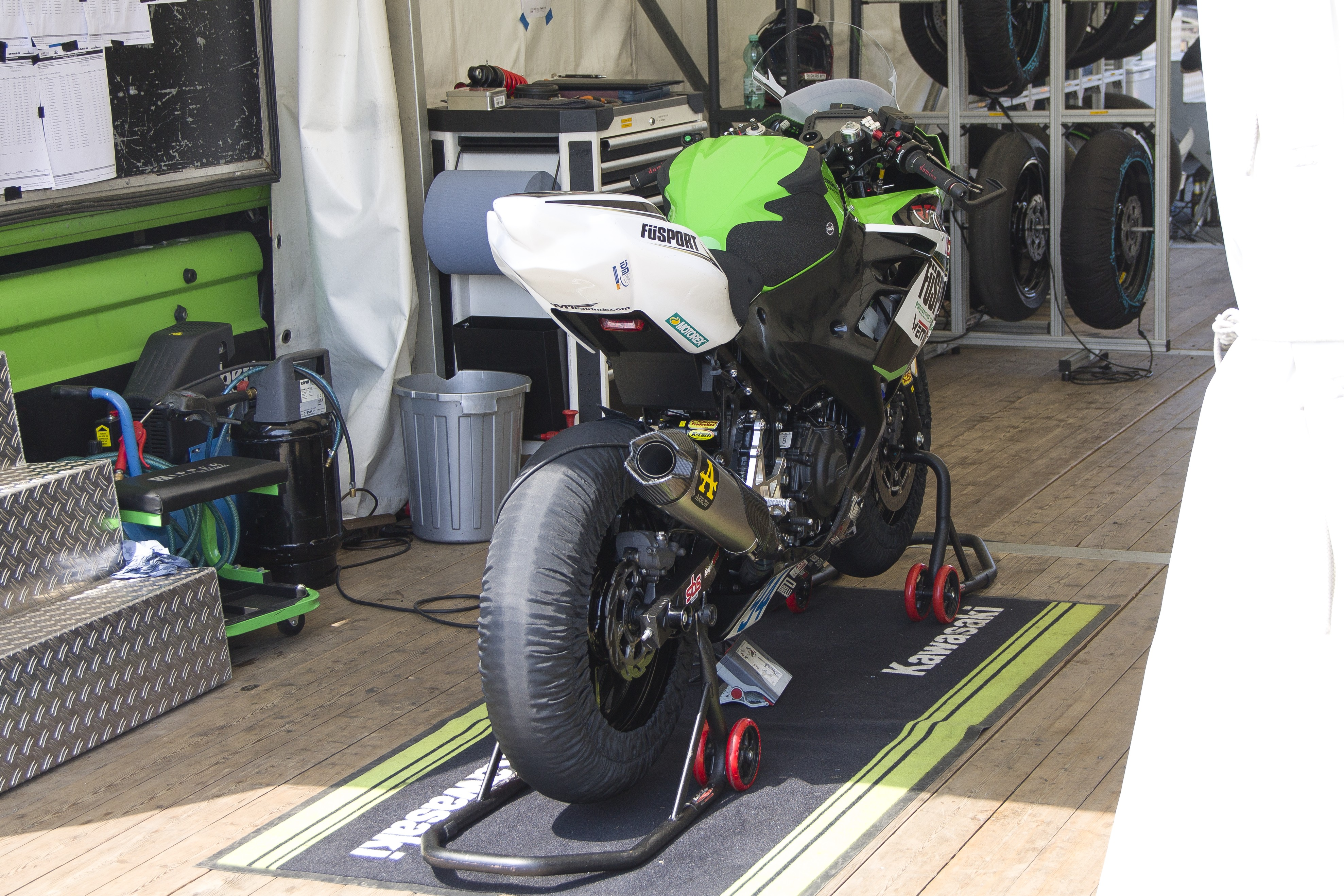

## Erfolge
- 2019 Platz 3 IDM Supersport 300 (Walid Khan)
- 2020 Platz 3 IDM Supersport 300 (Colin Velthuizen)
- 2021 Vizemeister IDM Supersport 300 (Marvin Siebdrath)
- 2021 Platz 3 IDM Supersport 300 (Luca de Vleeschauwer)
- 2021 Vizemeister Supersport 300 Weltmeisterschaft (Tom Booth-Amos)
- 2022 Meister IDM Supersport 300 (Marvin Siebdrath)
- 2023 Meister IDM Supersport 300 (Iñigo Iglesias)
- 2024 Platz 3 Supersport 300 Weltmeisterschaft (Iñigo Iglesias)

### Rennsiege Supersport-300-Weltmeisterschaft
|   | Saison | Strecke              | Fahrer         |
| - | ------ | -------------------- | -------------- |
| 1 | 2020   | Barcelona (Rennen 2) | Tom Booth-Amos |
| 2 | 2021   | Aragón (Rennen 2)    | Tom Booth-Amos |
| 3 | 2021   | Assen (Rennen 2)     | Tom Booth-Amos |
| 4 | 2022   | Portimao (Rennen 1)  | Dirk Geiger    |
| 5 | 2023   | Assen (Rennen 1)     | Petr Svoboda   |
| 6 | 2023   | Assen (Rennen 2)     | Petr Svoboda   |
| 7 | 2024   | Barcelona (Rennen 2) | Inigo Iglesias |
| 8 | 2024   | Misano (Rennen 1)    | Inigo Iglesias |
| 9 | 2024   | Aragón (Rennen 1)    | Inigo Iglesias |